# Estadio Luso Brasileiro
El Estadio Luso-Brasileiro, también conocido como Estadio Ilha do Urubu es un estadio de fútbol localizado en la Isla del Gobernador, Zona Norte de la ciudad de Río de Janeiro, Brasil. El estadio fue inaugurado el 2 de octubre de 1965.
A pesar de pertenecer al club Portuguesa de Río de Janeiro, el estadio fue administrado por la empresa estatal Petrobras en 2005, y en 2016 por el club Botafogo. Desde enero de 2017, está siendo administrado por Flamengo.

## Historia

### Arena Petrobras (2005)
En 2005, una colaboración entre Botafogo, Flamengo y Petrobras, supuso la instalación de estructuras metálicas tubulares en todo el contorno del estadio, elevando la capacidad de 8500 a 30 000 espectadores, en virtud de la disputa del Campeonato Brasileiño de aquel año, toda vez que el Estadio Maracanã se encontraba en reformas para los Juegos Panamericanos de 2007 y el Estadio Caio Martins de propiedad de Botafogo se encontraba en muy malas condiciones. El estadio fue denominado Arena Petrobrás en este período.

#### Arena Botafogo (2016)
Em 2016, un acuerdo fue firmado entre Portuguesa-RJ y Botafogo para la utilización del Luso-Brasileiro como casa provisoria de Botafogo ya que el Estadio Nilton Santos serviría de sede para los Juegos Olímpicos de Río 2016.

#### Ilha do Urubu (desde 2017)
En medio de indefiniciones sobre la utilización del Estadio Maracanã, el 21 de noviembre de 2016, el club Flamengo anuncio un acuerdo de contrato para la utilización exclusiva del Estadio Luso-Brasileiro por un período de tres años, a partir de 2017. Las obras de reforma se iniciaron en enero de 2017, con una inversión cercana a los 15 millones de reales. 
El estadio remodelado fue inaugurado el 2 de junio de 2017, con una capacidad total de 22 mil asientos, el estreno fue el 14 de junio, en partido contra el Ponte Preta, venció el cuadro Rubro-Negro por 2-0.